# Ernst Wilhelm Leberecht Tempel
| Odkryte planetoidy: 5 | Odkryte planetoidy: 5 |
| --------------------- | --------------------- |
| (64) Angelina         | 4 marca 1861          |
| (65) Cybele           | 8 marca 1861          |
| (74) Galatea          | 29 sierpnia 1862      |
| (81) Terpsichore      | 30 września 1864      |
| (97) Klotho           | 17 lutego 1868        |

Ernst Wilhelm Leberecht Tempel (ur. 4 grudnia 1821 w Niedercunnersdorf, zm. 16 marca 1889 w Arcetri) – niemiecki astronom, odkrywca wielu komet, planetoid i galaktyk. Przed wybuchem wojny francusko-pruskiej pracował w Marsylii, później przeniósł się do Włoch.
Łącznie odkrył lub był współodkrywcą 21 komet – najważniejsze z nich to 55P/Tempel-Tuttle i 9P/Tempel (cel misji NASA „Deep Impact”). Inne komety okresowe nazwane jego imieniem to 10P/Tempel oraz 11P/Tempel-Swift-LINEAR.
Jego imieniem nazwano także planetoidę (3808) Tempel oraz krater na Księżycu.
Tempel odkrył 150 obiektów, które John Dreyer skatalogował w New General Catalogue, w tym 109 galaktyk i trzy mgławice (m.in. Mgławicę Merope w Plejadach). Reszta to gwiazdy (34), czterech obiektów zaś nie odnaleziono.